# CAプログレッソ
クラブ・アトレティコ・プログレッソ（スペイン語: Club Atlético Progreso）は、ウルグアイの首都モンテビデオを本拠地とするサッカークラブである。2024シーズンからはプリメーラ・ディビシオンに所属。

## 歴史
1917年4月30日に設立されたCAプログレソは、モンテビデオのラ・テハ地区を本拠地とし、クラブ本部とホームスタジアムであるエスタディオ・アブラハム・パラディーノもここにある。1989年にウルグアイ1部リーグで優勝し、1987年、1990年、2020年にはコパ・リベルタドーレスに出場した。
クラブには男子ビーチサッカー、アンプティサッカー、フットサルのチームがある。チェスも行われており（ウルグアイ・チェス連盟所属）、近隣では科学ゲームの豊かな歴史がある。

## 成績

### 南米カップ戦での成績
- コパ・リベルタドーレス: 3回出場

1987: グループステージ敗退
1990: ベスト16
2020: 予選1回戦敗退

## タイトル

### 国内タイトル
- プリメーラ・ディビシオン（1900-）：1回
  - 1989

- セグンダ・ディビシオン（1903-）：3回
  - (1938), (1939), 1945, 1979, 2006

※1938、1939シーズンは前身大会のディビシオナル・インテルメディア
- テルセーラ・ディビシオン（1913-）：4回
  - 1956, 1963, 1975, 1978

## 歴代所属選手

### MF
- ペドロ・ペデルッチ 1979-1982
- ファビアン・カノッビオ 1997-2000

### FW
- ワルテル・パンディアーニ 1996-1997
- 松原良香 2001